# Желыд
Желыд (болг. Желъд) — село в Болгарии. Находится в Шуменской области, входит в общину Смядово. Население составляет 71 человек.

## Политическая ситуация
Желыд подчиняется непосредственно общине и не имеет своего кмета.
Кмет (мэр) общины Смядово — Севи Атанасов Севев (Болгарская социалистическая партия (БСП)) по результатам выборов.